# 尼韋齊克
51°14′19″N 29°47′11″E / 51.23861°N 29.78639°E
尼韋茨凱（烏克蘭語：Нівецьке）是位於烏克蘭北部的村莊，由基辅州维什霍罗德区的克拉斯亞蒂奇市鎮負責管轄。該村始建於1900年，面積4平方公里，海拔高度122米，2001年人口16，人口密度每平方公里6.5人。